# 1998-as Formula–1 magyar nagydíj
A magyar nagydíj volt az 1998-as Formula–1 világbajnokság tizenkettedik futama.

## Futam
| Helyezés | #  | Versenyző             | Csapat/Motor        | Futott körök | Idő/Kiesés oka | Rajthely | Pontszám |
| -------- | -- | --------------------- | ------------------- | ------------ | -------------- | -------- | -------- |
| 1        | 3  | Michael Schumacher    | Ferrari             | 77           | 1:45:25.550    | 3        | 10       |
| 2        | 7  | David Coulthard       | McLaren-Mercedes    | 77           | +9,433         | 2        | 6        |
| 3        | 1  | Jacques Villeneuve    | Williams-Mecachrome | 77           | +44,444        | 6        | 4        |
| 4        | 9  | Damon Hill            | Jordan-Mugen-Honda  | 77           | +55,076        | 4        | 3        |
| 5        | 2  | Heinz-Harald Frentzen | Williams-Mecachrome | 77           | +56,510        | 7        | 2        |
| 6        | 8  | Mika Häkkinen         | McLaren-Mercedes    | 76           | +1 kör         | 1        | 1        |
| 7        | 14 | Jean Alesi            | Sauber-Petronas     | 76           | +1 kör         | 11       |          |
| 8        | 5  | Giancarlo Fisichella  | Benetton-Playlife   | 76           | +1 kör         | 8        |          |
| 9        | 10 | Ralf Schumacher       | Jordan-Mugen-Honda  | 76           | +1 kör         | 10       |          |
| 10       | 15 | Johnny Herbert        | Sauber-Petronas     | 76           | +1 kör         | 15       |          |
| 11       | 16 | Pedro Diniz           | Arrows              | 74           | +3 kör         | 12       |          |
| 12       | 11 | Olivier Panis         | Prost-Peugeot       | 74           | +3 kör         | 20       |          |
| 13       | 19 | Jos Verstappen        | Stewart-Ford        | 74           | +3 kör         | 17       |          |
| 14       | 21 | Takagi Toranoszuke    | Tyrrell-Ford        | 74           | +3 kör         | 18       |          |
| 15       | 22 | Nakano Sindzsi        | Minardi-Ford        | 74           | +3 kör         | 19       |          |
| Kiesett  | 6  | Alexander Wurz        | Benetton-Playlife   | 69           | Váltó          | 9        |          |
| Kiesett  | 18 | Rubens Barrichello    | Stewart-Ford        | 54           | Váltó          | 14       |          |
| Kiesett  | 12 | Jarno Trulli          | Prost-Peugeot       | 28           | Motorhiba      | 16       |          |
| Kiesett  | 17 | Mika Salo             | Arrows              | 18           | Váltó          | 13       |          |
| Kiesett  | 4  | Eddie Irvine          | Ferrari             | 13           | Váltó          | 5        |          |
| Kiesett  | 23 | Esteban Tuero         | Minardi-Ford        | 13           | Motorhiba      | 21       |          |

## A világbajnokság élmezőnyének állása a verseny után
| H  | Versenyzők         | Pont | H  | Konstruktőrök       | Pont |
| -- | ------------------ | ---- | -- | ------------------- | ---- |
| 1. | Mika Häkkinen      | 77   | 1. | McLaren-Mercedes    | 125  |
| 2. | Michael Schumacher | 70   | 2. | Ferrari             | 102  |
| 3. | David Coulthard    | 48   | 3. | Benetton-Playlife   | 32   |
| 4. | Eddie Irvine       | 32   | 4. | Williams-Mecachrome | 30   |
| 5. | Jacques Villeneuve | 20   | 5. | Jordan-Mugen-Honda  | 10   |

## Statisztikák
Vezető helyen:
- Mika Häkkinen: 46 kör (1-46)
- Michael Schumacher: 31 kör (47-77)

Michael Schumacher 32. győzelme, 32. leggyorsabb köre, Mika Häkkinen 9. pole-pozíciója.
- Ferrari 118. győzelme